# Chorvatská ženská basketbalová reprezentace
Chorvatská ženská basketbalová reprezentace reprezentuje Chorvatsko v mezinárodních soutěžích v basketbalu.

## Mistrovství světa
| Rok/pořádající země | Účast                           |
| ------------------- | ------------------------------- |
| MS 1994 Austrálie   | Ne                              |
| MS 1998 Německo     | Ne                              |
| MS 2002 Čína        | Ne                              |
| MS 2006 Brazílie    | Ne                              |
| MS 2010 Česko       | Ne                              |
| MS 2014 Turecko     | Ne                              |
| MS 2018 Španělsko   | Ne                              |
| MS 2022 Austrálie   | Ne                              |
| Celkem              | Účast – 0× · – 0× · – 0× · – 0× |

## Mistrovství Evropy
| Rok/pořádající země                   | Účast                           |
| ------------------------------------- | ------------------------------- |
| ME 1993 Itálie                        | Ne                              |
| ME 1995 Česko                         | 8. místo                        |
| ME 1997 Maďarsko                      | Ne                              |
| ME 1999 Polsko                        | 8. místo                        |
| ME 2001 Francie                       | Ne                              |
| ME 2003 Řecko                         | Ne                              |
| ME 2005 Turecko                       | Ne                              |
| ME 2007 Itálie                        | 13. místo                       |
| ME 2009 Lotyšsko                      | Ne                              |
| ME 2011 Polsko                        | 5. místo                        |
| ME 2013 Francie                       | 11. místo                       |
| ME 2015 Maďarsko, Rumunsko            | 12. místo                       |
| ME 2017 Česko                         | Ne                              |
| ME 2019 Srbsko, Lotyšsko              | Ne                              |
| ME 2021 Francie, Španělsko            | 11. místo                       |
| ME 2023 Slovinsko, Izrael             | Ne                              |
| ME 2025 Česko, Itálie, Německo, Řecko | Ne                              |
| Celkem                                | Účast – 7× · – 0× · – 0× · – 0× |

## Olympijské hry
| Rok/pořádající země | Účast                           |
| ------------------- | ------------------------------- |
| Atlanta 1996        | Ne                              |
| Sydney 2000         | Ne                              |
| Atény 2004          | Ne                              |
| Peking 2008         | Ne                              |
| Londýn 2012         | 10. místo                       |
| Rio de Janeiro 2016 | Ne                              |
| Tokio 2020          | Ne                              |
| Paříž 2024          | Ne                              |
| Celkem              | Účast – 1× · – 0× · – 0× · – 0× |